# Kanaklata Barua

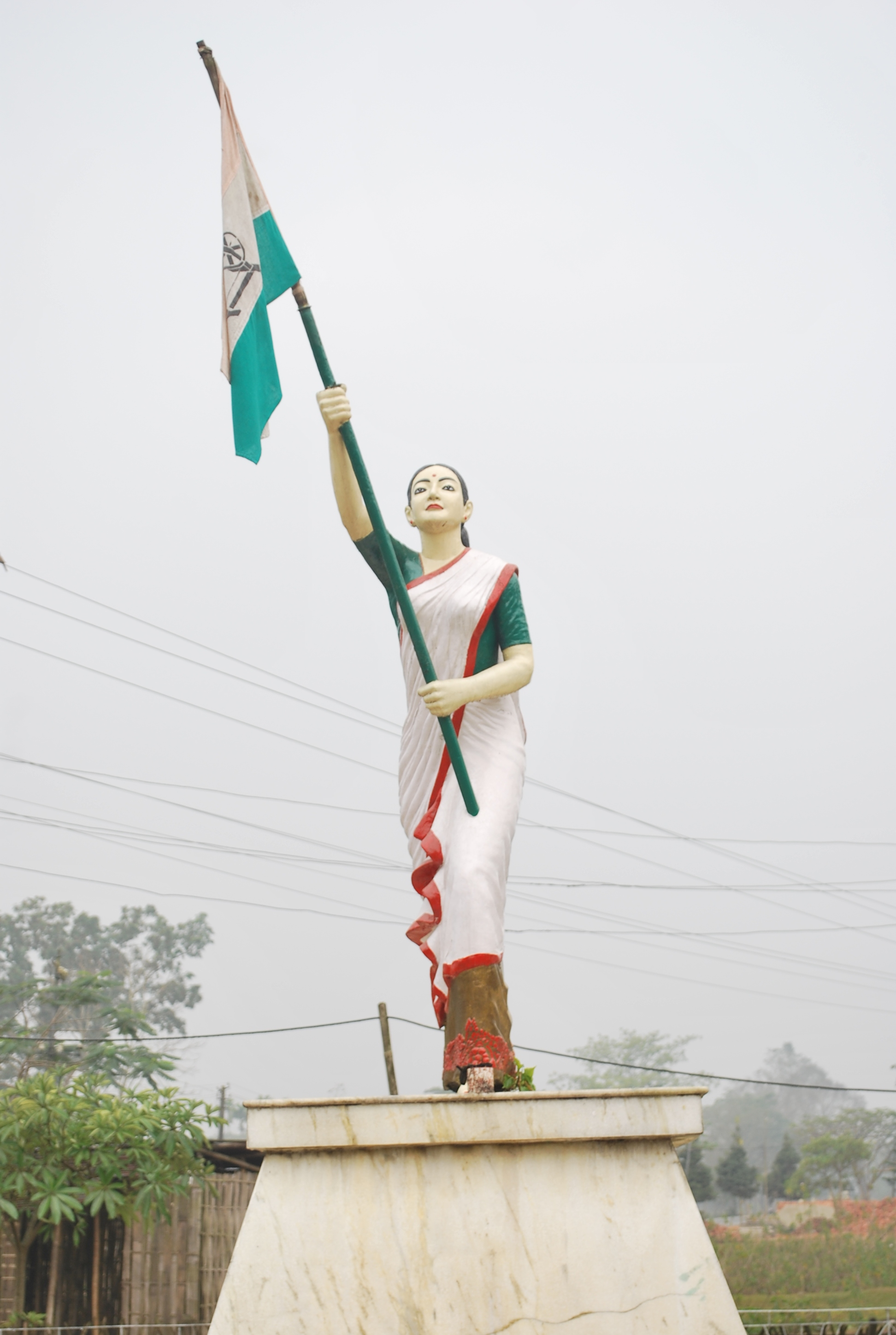
Statue von Shahid Kankalata in Barangabari im Distrikt Sonitpur

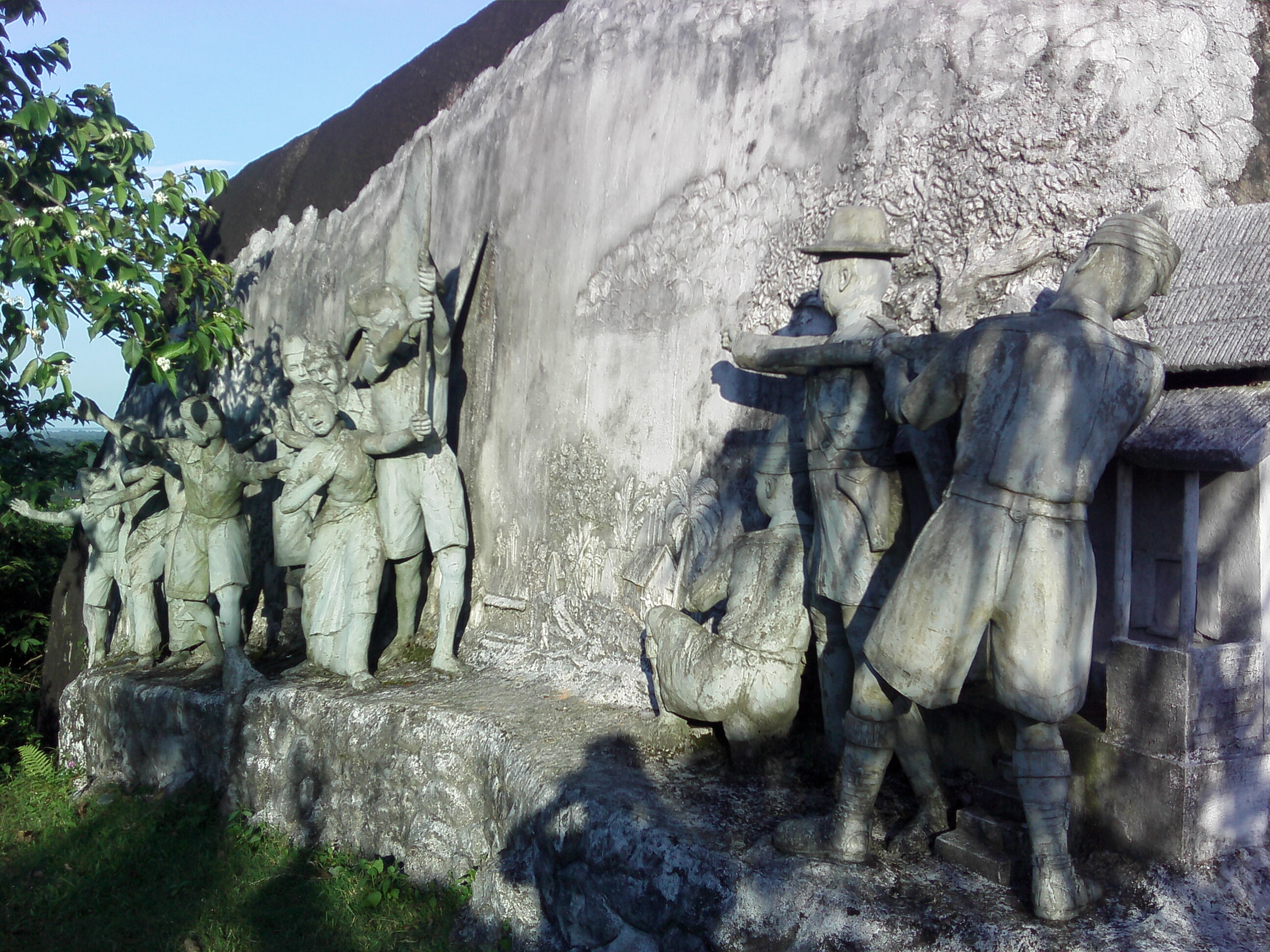
Eine Skulptur von Kanaklata Baruas Kampf gegen die britische Herrschaft in Assam

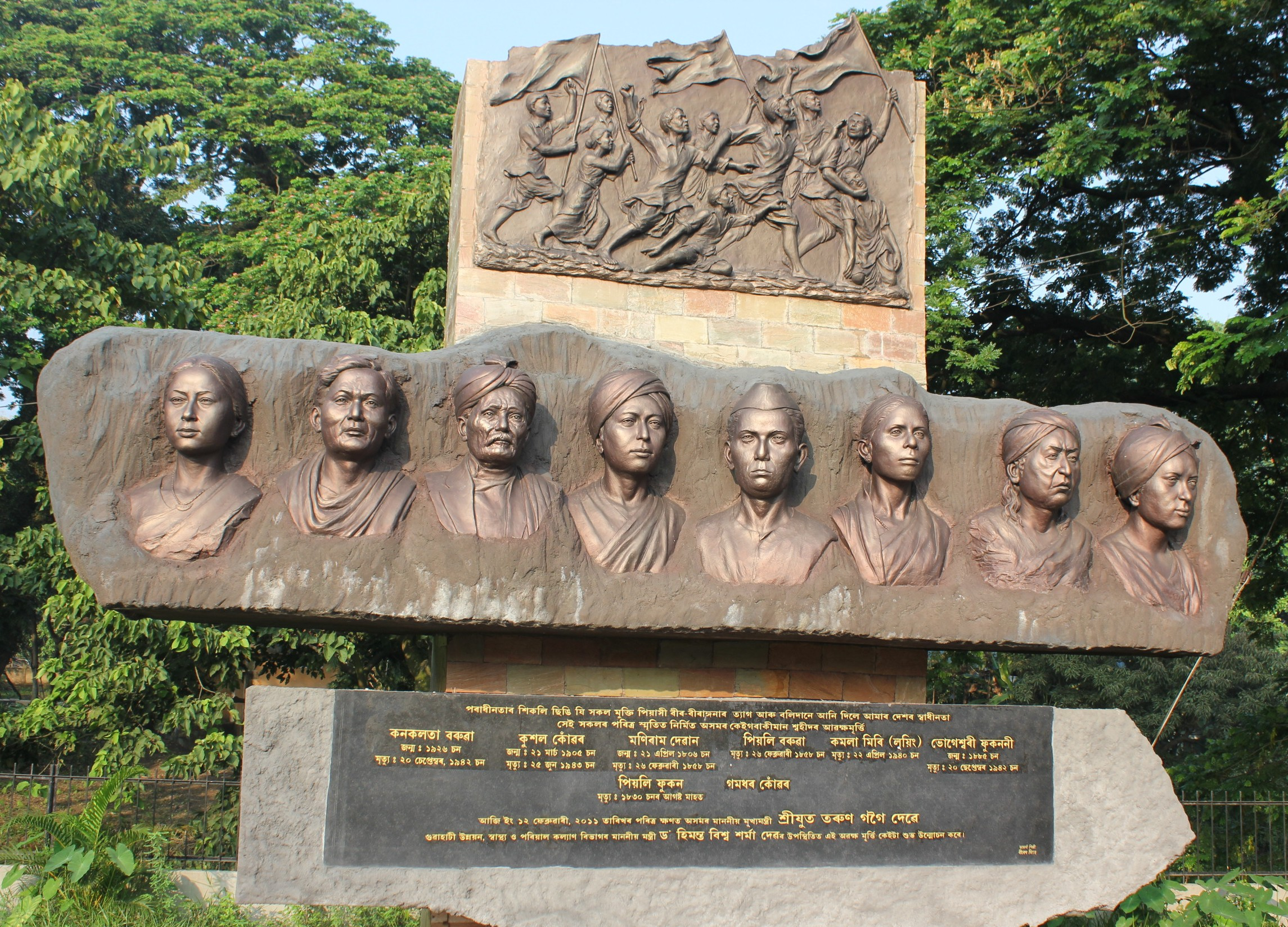
Eine Skulptur der Märtyrer Kanak Lata Barua, Kushal Konwar, Maniram Dewan, Piyoli Barua, Kamala Miri, Bhogeswari Phukononi und Gomdhor Konwar aus Assam

 Kanaklata Barua (assamesisch কনকলতা বৰুৱা Kanakalatā Baruvā; * 22. Dezember 1924 in Gohpur, Indien; † 20. September 1942 in Indien) war eine indische politische Aktivistin und All India Students Federation (AISF)-Führerin. Sie wurde 1942 während der Quit-India-Bewegung von der britischen Polizei erschossen, als sie eine Prozession mit der indischen Flagge anführte.

## Leben und Werk
Barua war eines der drei Kinder von Krishna Kanta Barua und Korneswari Barua. Ihre Vorfahren gehörten zum Königreich der Dolakharia Barua des ehemaligen Staates der Ahom-Dynastie. Ihre Mutter starb, als sie fünf Jahre alt war, und ihr Vater, der wieder heiratete, starb, als sie dreizehn Jahre alt war. Sie ging bis zur dritten Klasse zur Barangbari School, brach dann aber die Schule ab, um sich um ihre jüngeren Geschwister zu kümmern.

## Unabhängigkeitsaktivismus
Barua wurde unter anderem von Mahatma Gandhi inspiriert. Nachdem Gandhi zur Quit-India-Bewegung aufgerufen hatte, traf sie sich heimlich im nationalistischen Lager. Sie und ihr Bruder Rajanikanta überzeugten ihre Familie, sich der Bewegung Quit India anzuschließen. Sie schloss sich der Friedensgruppe „Shanti Bahini“ an, die vom Kongresskomitee der Provinz Assam gegründet wurde, um nachts Dörfer zu bewachen und während der Proteste den Frieden zu wahren. Barua schloss sich auch der Mrityu Bahini an, einer Gruppe von Jugendlichen der Gohpur-Unterabteilung von Assam, die von Jyotiprasad Agarwala in Übereinstimmung mit Gandhis Do or Die- Aufruf gebildet wurde.
Unter der Führung des Revolutionärs Agarwala wurde im Distrikt Darrang beschlossen, die Nationalflagge am Gericht und der Polizeistation zu hissen, die als Symbole des britischen Empire galten. Barua wurde in die Freiwilligengruppe aufgenommen, die zum Hissen der Nationalflagge organisiert wurde. Sie wurde von vielen anderen Freiwilligen begleitet, die die Nationalflagge auf der britisch dominierten Polizeistation hissen wollten.
Am 20. September 1942 beschloss der revolutionäre Flügel der Unterabteilung Gohpur des ungeteilten Distrikts Darrang, die britische Flagge zu entfernen und die Nationalflagge Indiens in der örtlichen Polizeistation in Gohpur zu entfalten. Die  Mitglieder von Mrityu Bahini gingen unter der Führung von Baruah zur Polizeistation. Barua hielt als Anführerin der Gruppe die Nationalflagge und führte die Prozession an. Sie wurden von der Polizei gewarnt, nicht weiter vorzugehen, da sie sonst mit schwerwiegenden Konsequenzen rechnen müssen. Unbeirrt marschierte die Prozession weiter und die Polizei schoss auf den anhaltenden Marsch. Kankalata wurde direkt auf die Brust erschossen, ihre Hände hielten die Trikolore immer noch stolz hoch und die Fahne wurde von ihrer Landsfrau Mukunda Kakoti aufgegriffen, die ebenfalls an derselben Stelle durch Schüsse getötet wurde. Mehrere andere Freiwillige wurden schwer verletzt. Trotz dieser Repressionen wurde die Trikolore am Abend schließlich von einem Rampati Rajkhowa auf der Polizeiwache gehisst. Danach intensivierte sich die Quit-India-Bewegung in Assam an mehreren Orten des Distrikts Darrang. Der Name Kanaklata steht auch heute noch für Revolution gegen Unterdrückung und Ungerechtigkeit in Assam.
Ihre Geschichte wurde in dem Film Epaah Phulil Epaah Xoril von dem Regisseur Chandra Mudoi nacherzählt. Die Hindi-Version des Films mit dem Titel Purab Ki Awaz wurde ebenfalls veröffentlicht, um ein breiteres Publikum zu erreichen.

## Anerkennungen
- 2020 wurde ein Fast Patrol Vessel (FPV) namens ICGS Kanaklata Barua in Kalkutta bei der indischen Küstenwache in Dienst gestellt. Das vorherige ICGS Kanaklata Barua wurde 1997 in Betrieb genommen und 2017 außer Dienst gestellt. Während seiner 20-jährigen Dienstzeit nahm es an vielen Such- und Rettungsmissionen, der Beschlagnahme ausländischer Fischereifahrzeuge, die sich in indische Gewässer wagten, und Evakuierungsmissionen teil. Das Schiff wurde 2018 demontiert und als Schrott verkauft.
- 2011  wurde eine lebensgroße Statue von ihr in Gauripur enthüllt.[3][4]